# Dislozierung
Eine Dislozierung oder Dislokation (lat. dislocāre, von dis „auseinander“ und locus „Ort“) beschreibt die von einer militärischen Führung vorgenommene räumliche Verteilung von Einheiten und Dienststellen auf die verfügbaren Unterkünfte oder beim Einsatz im Gelände unter Berücksichtigung der jeweiligen Aufgabe.
Der Begriff wird ebenfalls in militärähnlichen Strukturen wie Polizei, Hilfsorganisationen (z. B. Feuerwehr, THW), aber auch im Wirtschaftswesen (Filialnetze) oder allgemein als Synonym für Ortsveränderung eines Subjekts verwendet.
Der Begriff Dislozierung findet darüber hinaus auch in der Logistik Anwendung. Hier wird unter Dislozierung die räumliche Verteilung logistischer Einheiten wie Produktionsstätten und Lagereinrichtungen verstanden. Dabei spielen die Transportkosten und die Kapazitäten der vorhandenen Infrastruktur (Verkehrswege) eine bedeutende Rolle. In Abhängigkeit vom Lieferbereitschaftsgrad wird dann die Zentralität bzw. Dezentralität der Einheiten bestimmt. Mit der fortschreitenden Entwicklung von Kommunikationstechnologien werden auch Dienstleistungen bzw. Teile der industriellen Fertigung disloziert. So ist es für viele Unternehmen durch digitale Vernetzung nicht mehr erforderlich, zentral an einem Standort alle Leistungen zu erbringen, sondern diese räumlich (geografisch) zu verteilen. Dabei spielen die bereits genannten Transportkosten eine besondere Rolle, aber zunehmend auch der Zugang zu Fachpersonal sowie die Nähe zu Geschäftspartnern und Kunden.